# АК-726
АК-726 — 76,2-миллиметровая спаренная корабельная башенная артиллерийская установка, устанавливалась на надводных кораблях ВМФ СССР с 1960-х годов. 23 мая 1964 года была принята на вооружение под индексом АК-726. Серийное производство установок АК-726 продолжалось до 1987—1988 годов.

## Описание
Артиллерийская установка (АУ) состоит из двух орудий калибра 76,2 мм, смонтированных на общем лафете. Автоматика орудий служит для уменьшения отдачи стволов. Стволы нарезные, моноблочные, оснащённые прицеливателями. Выстрелы подаются подъёмниками из магазинов, расположенных в подбашенном отделении. Загрузка выстрелов в подъёмник осуществляется вручную. Оба ствола производят выстрелы одновременно. В перерывах между стрельбами стволы охлаждаются забортной водой с помощью автоматической системы охлаждения. Максимальная длительность очереди — 40—45 выстрелов, по окончании которой производится охлаждение в течение трёх минут. Ресурс ствола — 3000 выстрелов.
Наведение автоматическое, полуавтоматическое и ручное (последние два способа наведения при помощи оптического прицела «Призма»). Автоматическое наведение осуществляется радиолокационной системой управления огнём (РЛСУ) МР-105 «Турель» (по классификации НАТО — Hawk Screech). Расчёт артиллерийской установки и её систем составляет 9 человек (включая 4 в подбашенном отделении), масса башни — 26 т. Башня имеет лёгкую броню толщиной 5 мм. Недостатком башни является слабая вентиляция, заставляющая вести огонь при открытых люках. Преимуществами системы являлись точность и высокая надежность. Скорость наведения в вертикальной плоскости 30 °/с, в горизонтальной — 35 °/с, или соответственно 1,2 °/с и 1 °/с (вручную).
Применялись два типа выстрелов:
- зенитный выстрел УЗСБ-62РП со снарядом ЗС-62, снаряжённым 0,4 кг взрывчатого вещества, оснащается радиовзрывателем АР-51Л, срабатывание которого происходит на дистанции до 8 м от цели;
- осколочно-фугасный выстрел УОФБ-62 со снарядом ОФ-62, количество взрывчатого вещества A-IX-2 — 0,48 кг; снаряд ОФ-62 имеет ударный взрыватель с самоликвидатором ВГ-67; время срабатывания самоликвидатора — 28—31 секунд.

Масса обоих выстрелов 12,4 кг, масса порохового заряда — 3,055 кг.

## История
Работы над новой артиллерийской системой калибра 76,2 мм, используемой главным образом для противовоздушной обороны, а также для поражения морских целей, были начаты в 1954 году конструкторским бюро ЦКБ-7 (позднее КБ «Арсенал»; главный конструктор П. А. Тюрин). Основной частью системы является двухствольная артиллерийская башня (имеющая заводское обозначение ЗИФ-67), включает также систему управления огнём. Новое развитие проект получил в 1956—1957 годах. Прототип башни ЗИФ-67 был изготовлен в 1958 году. Два различных варианта башни были отправлены на Черноморский и Балтийский флоты, где проходили морские испытания с 1960-го по 1961 годы на двух противолодочных кораблях проекта 159 — ПЛК-1 и ПЛК-17. После испытаний был выбран вариант башни с упрощённой системой подачи боеприпасов как более надёжный, после чего началось серийное производство артсистемы и её монтаж на новых кораблях. Полная версия артиллерийского комплекса АК-726 с РЛСУ МР-105 «Турель» была впервые установлена на ракетном крейсере «Грозный» и БПК «Комсомолец Украины» в 1962 году.
Принята на вооружение 24 июня 1964 года. С этого времени АК-726 стала одной из самых распространённых артиллерийских систем на советских кораблях, а также экспортировалась за рубеж. Однако из-за низкой эффективности поражения морских целей, наряду с небольшим калибром, с 1980-х годов на новых кораблях эти установки были заменены на 100-мм артсистему АК-100.

## ТТХ
Основные характеристики:
- калибр: 76,2 мм;
- длина ствола: 59 калибров (L/59);
- количество стволов: 2;
- углы: −10°…+85°;
- скорострельность: 90—107 выстр./мин. (на один ствол);
- масса патрона: 12,4 кг;
- масса снаряда: 5,9 кг;
- начальная скорость: 980 м/с;
- дальность стрельбы: до 15 км.

## Основные пользователи АК-726
- СССР, позднее:
  -  Россия,
  -  Украина,
  -  Азербайджан;
- Польша;
- Вьетнам;
- Сирия;
- Индия и прочие страны.

## Корабли, оснащённые AK-726
Установки АК-726 устанавливались на советских кораблях:
- крейсерах проекта 58;
- авианесущих крейсерах проекта 1143;
- БДК проекта 1174;
- эсминцах проекта 56-У;
- СКР проекта 35;
- СКР проекта 159;
- БПК проекта 61;
- БПК проекта 1134-Б;
- СКР проекта 1135 (11352, 11353);
- СКР проекта 1159;
- учебных кораблях проекта 887;
- ПСКР проекта 97П.

На кораблях прочих стран :
- эсминце «Мэрэшешти» (Румыния);
- фрегатах типа «Тетал» (Румыния);
- фрегатах типа «Котор» (Югославия).